# Arabischer Winter
| QS Ereignisse | Dieser Artikel wurde aufgrund von inhaltlichen Verbesserungsmöglichkeiten auf der Qualitätssicherungsseite des WikiProjekts Ereignisse eingetragen. Dies geschieht, um die Qualität der Artikel aus diesem Themengebiet auf ein höheres Niveau zu bringen. Bitte hilf mit, die inhaltlichen Lücken oder Probleme dieses Artikels zu beseitigen, und beteilige dich an der Diskussion! |  |

Arabischer Winter (englisch Arab Winter) ist ein journalistischer Begriff für den zunehmenden Autoritarismus und Islamismus nach den Protesten des Arabischen Frühlings in arabischen Ländern. Laut Wissenschaftlern der Universität Warschau ging der Arabische Frühling vier Jahre nach seinem Beginn vollständig in einen Winter über.
Der Arabische Winter ist gekennzeichnet durch den Ausbruch mehrerer regionaler Bürgerkriege, welche regionale Instabilität, wirtschaftlichen und demographischen Niedergang der arabischen Länder sowie ethno-religiösen Zwist befördern. Gemäß einer Studie der Amerikanischen Universität Beirut führte der Arabische Winter bis Sommer 2014 zu fast einer Viertelmillion Toter und Millionen Flüchtlingen.

## Bezeichnung
Der Begriff des Arabischen oder Islamistischen Winters umfasst Ereignisse in mehreren Ländern der Arabischen Liga im Mittleren Osten und Nordafrika, so etwa den Bürgerkrieg in Syrien, den Aufstand im Irak und den folgenden Bürgerkrieg ab 2014 und die Krisen in Ägypten, Libyen und dem Jemen. In Ägypten wurde Präsident Muhammed Mursi in einer Kampagne gegen die Muslimbrüder gestürzt und von General Abd al-Fattah as-Sisi abgelöst. Politische Entwicklungen, besonders die Erneuerung des Autoritarismus und die Unterdrückung von Freiheitsrechten in Ägypten seit dem Militärputsch im Juli 2013, wurden als Konstituierung eines „militärischen Winters“ beschrieben, der im Gegensatz zu den Zielen des Arabischen Frühlings stehe. Verschiedene libysche Milizen und Stämme nahmen nach dem Scheitern von Verhandlungen den Kampf auf. Libanon und Bahrain wurden auch als Schauplätze des Arabischen Winters bezeichnet. Professor Sean Yom behauptete dies im Fall von Libyen und Syrien. Der Konflikt in Nordmali wurde oft als Teil des „Islamistischen Winters“ bezeichnet. Auch der politische Wandel in Tunesien, der zu einem Regierungswechsel führte, sowie eine Auflehnung des IS wurden auch als auf einen Arabischen Winter hinführend gedeutet.
Gemäß Wissenschaftlern der Universität Warschau ging der Arabische Frühling vier Jahre nach dem Beginn vollständig in einen Arabischen Winter über. Diese Meinung wurde 2017 auch von Professor James Y. Simms Jr. in einem Zeitungskommentar geteilt. Die Situation in der arabischen Welt habe sich verschlimmert, schrieb der Economist 2016.

## Auswirkungen

### Wirtschaftliche Folgen

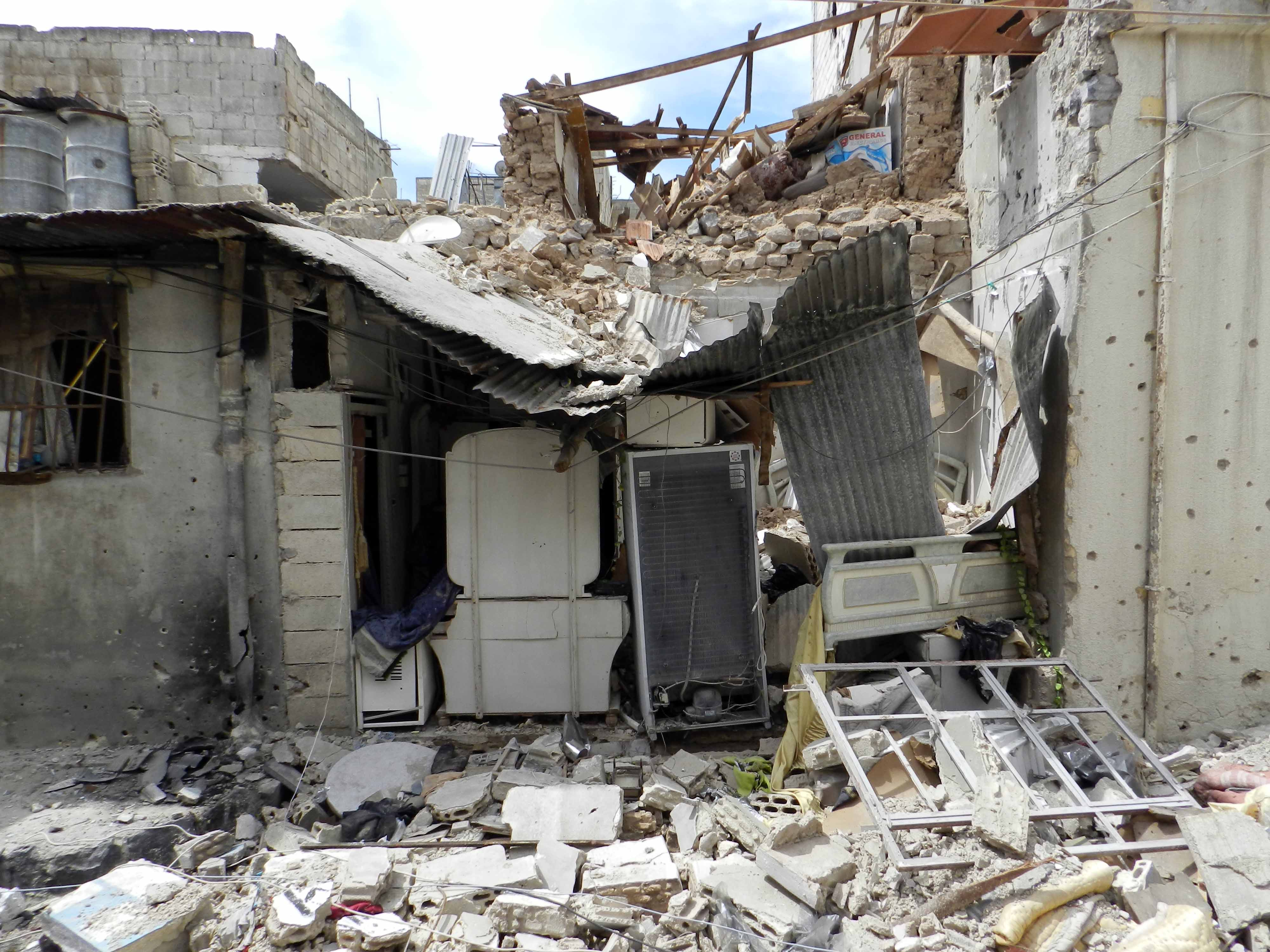
Zerstörte Gebäude in Homs (2012)

Gemäß dem Moshe Dayan Center for Middle Eastern and African Studies betrugen die Kosten der Turbulenzen im Arabischen Winter geschätzte 800 Milliarden US-Dollar. Ungefähr 16 Millionen Menschen in Syrien, Ägypten, Irak, Jordanien und Libanon seien 2014 auf humanitäre Hilfe angewiesen.
Laut dem Economist habe Malta vom Arabischen Winter „profitiert“, da Touristen, die sich ansonsten in Ägypten oder Tunesien aufhielten, nach einer sichereren Alternative suchten.

### Todesopfer
Nach Angaben einer Studie der Amerikanischen Universität Beirut seien aufgrund des Arabischen Winters bis Sommer 2014 fast eine Viertelmillion Menschen gestorben und Millionen auf der Flucht.
Anfang 2017 berichtete George Will von über 30.000 Toten in Libyen, 220.000 bis 320.000 Toten in Syrien und vier Millionen Flüchtlingen allein als Folge des syrischen Bürgerkriegs.

### Migrationskrise
Die politischen Turbulenzen und die Gewalt im Mittleren Osten und Nordafrika führten ab 2015 zu einer Flüchtlingskrise in Europa. Unter anderem sind interne Vertriebene und Flüchtlinge, die sich zuvor in Libyen aufhielten, in die Europäische Union aufgebrochen. Versuche von Libyern und Tunesiern, die der Gewalt entfliehen wollten, indem sie das Mittelmeer überquerten, lösten Ängste bei europäischen Politikern und Teilen der Bevölkerung aus, wonach die Küsten Europas „geflutet“ würden. Die EU antwortete darauf mit gesetzlichen Bestimmungen und Küstenpatrouillen.